# أرمجدون
الهَرْمَجَدُّون من رومنة:Harmagedōn (بالإغريقية: Ἁρμαγεδών) أو الأرْمَجِّدون من لاتينية متأخرة: Armagedōn وفقا لكتاب الرؤيا هو موقع تجمع الجيوش للمعركة متى يحين وقت النهاية. كما يستخدم هذا المصطلح للإشارة إلى أي سيناريو يشير إلى نهاية العالم بشكل عام.
كلمة هرمجدون تظهر مرة واحدة فقط في العهد الجديد اليوناني، في Revelation 16:16. تتم ترجمة الكلمة إلى اليونانية من لغة عبرية har məgiddô (הר מגידו), هار  قوية - H2022 - تعني "جبل أو سلسلة من الجبال (تستخدم في بعض الأحيان على نحو تصويري): -التل (البلد)، جبل (-ain)، وتشجيع X "هذا هو شكل مختصر من هرار - قوية - H2022 - "لتلوح في الأفق فوق؛ الجبل. -تلة، جبل". 'مجدو' '- قوي מְגִדּוֹן H4023 /ميج آى دى-تفعل / مجدون أو مجدو، وهو مكان تجمع الحشود.") "جبل "تل مجدو ليست في الواقع جبلا ولكن تل (تم إنشاؤه من قبل أجيال عديدة من الناس الذين يعيشون وأعادوا بناءه على نفس البقعة) التي بنيت الحصون القديمة لحراسة طريق البحر، وهو الطريق التجاري القديم الذي يربط مصر مع الإمبراطوريات الشمالية من سوريا، الأناضول وبلاد ما بين النهرين. كان مجدو موقع مختلف المعارك القديمة، بما في ذلك واحدة في القرن الخامس عشر قبل الميلاد وواحدة في 609 قبل الميلاد. مجدو هي مدينة تقع على بعد 25 ميل (40 كـم) من الغرب والجنوب الغربي من الطرف الجنوبي من بحيرة طبريا في منطقة نهر كيشون.
وفقا لأحد التفاسير المسيحية، بريميلينيال يسوع سوف يعود إلى الارض ويهزم الدجال ("الوحش") والنبي الكاذب والشيطان في معركة الشيطان هرمجدون. ثم سيتم طرح الشيطان في «الهاوية» أو الهاوية ل 1,000 سنة، والمعروفة باسم ألفية. بعد إطلاق سراحه من الهاوية، الشيطان سوف يستدعي جوج وماجوج من زوايا الأرض الأربع. وسوف يعسكروا إلى «المدينة الحبيبة» المحيطة «بالقديسين» و (وهذا يشير إلى القدس). ستأتي النار من عند الله، من السماء وتلتهم يأجوج ومأجوج والشيطان، والموت، جهنم، وتلك التي لا توجد مكتوبة في كتاب الحياة ثم يتم الزج بهم في جهنم (في بحيرة النار).
و هي عقيدة مسيحية ويهودية مشتركة، تؤمن بمجئ يوم يحدث فيه صدام بين قوى الخير والشر، وسوف تقوم تلك المعركة في أرض فلسطين في منطقة مجدو أو وادي مجدو، متكونة من مائتي مليون جندي يأتون لوادي مجدو لخوض حرب نهائية.
و يذكر أنه في عام 1984م أجرت مؤسسة يانكلوفينش استفتاء أظهر أن 39% من الشعب الأمريكي أي حوالي 85 مليون يعتقدون أن حديث الإنجيل عن تدمير الأرض بالنار - قبل قيام الساعة - بحرب نووية فاصلة.
وعند المسلمين فإن هناك إيمان بمعركة كبرى في آخر الزمان تقع بين المسلمين والروم دون الإشارة إلى اسم هرمجدون تحديداً، وينتهي الأمر بانتصار المسلمين في المعركة.

## الموقع الجغرافي للمعركة
جاء في كتاب قاموس الكتاب المقدس:

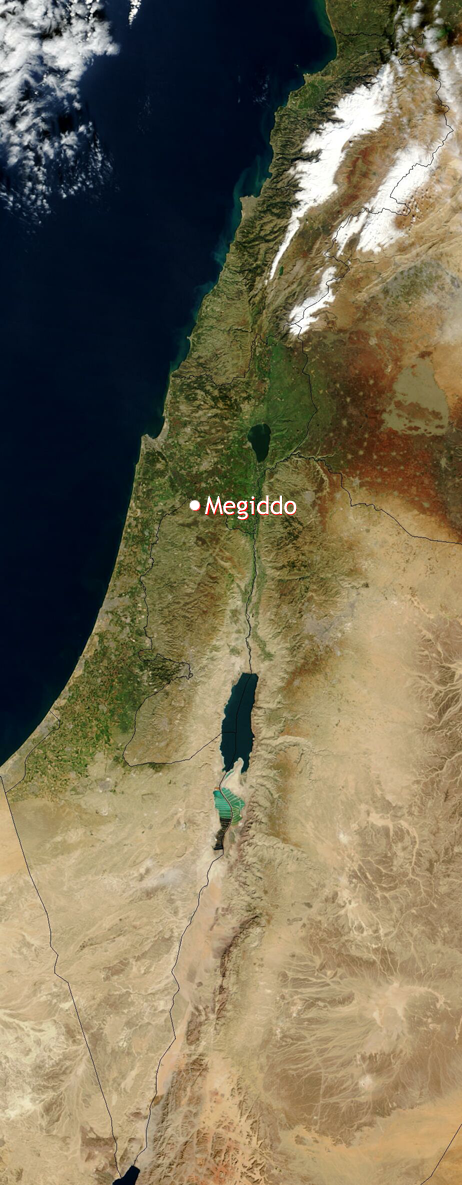
مجدون، شمال فلسطين.

- تقع مجدون في مرج ابن عامر، بالقرب من مدينة جنين، وزاد في قيمتها الإستراتيجية أنها تقع على خط المواصلات بين القسمين الشمالي والجنوبي من فلسطين.

وهرمجدون: كلمة عبرية مكونة من مقطعين، هر أو هار: بمعنى جبل، مجدون: اسم وادٍ في فلسطين يقع في مرج ابن عامر على بعد 55 ميلاً شمال تل أبيب و20 ميلاً جنوب شرق حيفا وعلى بعد 15 ميل من شاطيء البحر المتوسط، وتعرف مجدون الآن باسم (تل المتسلم) وكلمة هرمجدون: بمعنى جبل مجدون.
وجاء في قاموس يانج للكتاب المقدس:
- هذه الكلمة لموقع معركة اليوم الأعظم للرب القادر حسب النص (في اليوم العظيم، يوم الرب القدير، فجمعهم في المكان الذي يدعى بالعبرية هرمجدون وهذه الكلمة تعني جبال مجدون في الوادي الكبير بمدينة مجدون القديمة حيث دارت معارك الأزمنة الغابرة، وهي تشير إلى معركة شرسة مدمرة ستدور رحاها في ذلك الوادي (وادي يزرعيل)).

وتوضح خارطة فلسطين، أن سهل يزرعيل عبارة عن وادٍ مسطح ممتد من جميع طرق حيفا على البحر المتوسط مروراً بمجدو في طريقه إلى يزرعيل حيث ينحدر بعد ذلك إلى أسفل (بيت شان) التي تقع تحت مستوى سطح البحر في وادي الأردن حيث يفصل هذا الوادي منطقة الجليل الجبلية في الشمال عن منطقة الريف بالهضبة المركزية في الجنوب).

## الموقع التاريخي للمدينة

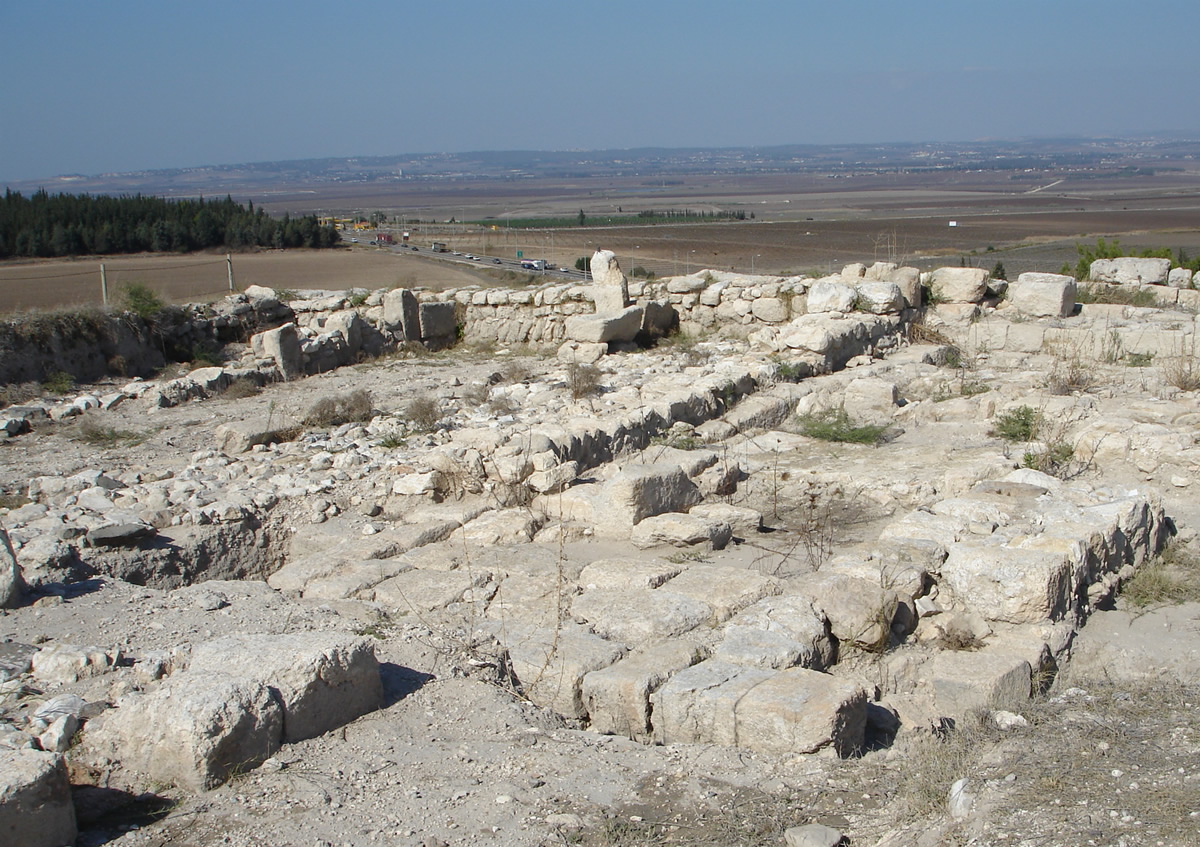
أطلال تل مجدو.

جاء في سفر الرؤيا:16 ما يلي: (لقد شهد هذا المكان عدة حروب وقد دمرت المدينة وأعيد بناؤها في غضون عشرين عاماً، وتوجد هذه المدينة حالياً التي كانت إحدى أهم مدن سليمان والملك آخاب على أنقاض المدينة القديمة وتحمل نفس الاسم (هرمجدون) والتي ـ كما يقول البعض ـ ستشهد يوم حساب الرب لهذا العالم).
ويضيف الكاتب مال لنديسي في كتابه كوكب الأرض العظيم الراحل:
- (هناك في تاريخ الكتاب المقدس معارك دامية لا تعد، دارت رحاها بهذه المنطقة ويقال: إن نابليون قد وقف بهضبة مجدو ناظراً إلى الوادي متذكراً هذه النبوءة وقال: جميع جيوش العالم باستطاعتها أن تتدرب على المناورات للمعركة التي ستقع هنا).

## المعركة عند اليهود والمسيحيين
يستند اليهود إلى النص العبري الوارد في سفر الرؤيا:16 بأن المعركة المسماة معركة هرمجدون ستقع في الوادي الفسيح المحيط بجبل مجدون في أرض فلسطين وأن المسيح سوف ينزل من السماء ويقود جيوشهم ويحققون النصر على الكفار، والنص كما يلي:
- (ثم سكب الملاك السادس جامه على النهر الكبير ـ الفرات ـ فنشف ماؤه لكي يُعدَّ طريق الملوك الذين من مشرق الشمس، ورأيت من فم التنين ومن فم الوحش ومن فم النبي الكذاب ثلاثة أرواح نجسة شبه ضفادع فإنهم أرواح شياطين صانعة آيات تخرج على ملوك العالم وكل المسكونة لتجمعهم لقتال ذلك اليوم العظيم يوم الله القادر على كل شيء، ها أنا آت كمخلص، طوبى لمن يسهر ويحفظ ثيابه لئلا يمشي عرياناً، فجمعهم إلى الموضع الذي يدعى بالعبرانية هرمجدون).[16]

وصرح القس (بيلي جراهام) عام 1977م: (بأن يوم مجدو على المشارف، وأن العالم يتحرك بسرعة نحو معركة مجدو، وان الجيل الحالي يكون آخر جيل في التاريخ، وأن هذه المعركة ستقع في الشرق الأوسط).
وبهذا المعنى قال رئيس القساوسة الانجليكانيين: (سيدمر الملك المسيح تماماً القوى المحتشدة بالملايين للدكتاتور الفوضوي الشيطاني).
وكان اليهود أكثر تشوقاً لهذا اليوم الموعود الذين يسمونه يوم الله، فقد نقلت وكالة الصحافة الفرنسية نبأً من القدس المحتلة أثناء حرب الخليج الثانية عام 1991م للحاخام مناحيم سيزمون الزعيم الروحي لحركة حياد اليهودية يقول: (إن أزمة الخليج تشكل مقدمة لمجيء المسيح المنتظر).
وهذه الاعتقادات ظهرت عند السياسي اليهودي تيودور هرتزل حيث يقول: (إنه ظهر لي ـ في عالم الرؤيا ـ المسيّا ـ المسيح ـ الملك على صورة شيخ حسن وخاطبني قائلاً: اذهب وأعلِم اليهود بأني سوف آتي عما قريب لأجترح المعجزات العظيمة وأسدي عظائم الأعمال لشعبي وللعالم كله).
كما قال النبي يوئيل عن هذا اليوم: (انفخوا في البوق في صهيون، اهتفوا في جبلي المقدس، ارتعدوا يا جميع سكان العالم، يوم الرب مقبل، وهو قريب، يوم ظلمة وغروب، يوم غيم وضباب).

## هرمجدون لدى السياسيين
يتسابق الساسة الاستعماريون إلى تثبيت فكرة المعركة بتفسيرها اليهودي لدى الشعوب للحصول على مكاسب سياسية، وتنفيذاً لمآرب الصهيونية العالمية وإرضاءً لدولة إسرائيل، وبهذا الصدد تقول الكاتبة الأمريكية جريس هالسل في كتابها النبوءة والسياسة: «إن النبوءات التوراتية تحولت في الولايات المتحدة الأمريكية إلى مصدر يستمد منه عشرات الملايين من الناس نسق معتقداتهم ومن بينهم أناس يرشحون أنفسهم لانتخابات الرئاسة الأمريكية وكلهم يعتقدون قرب نهاية العالم ووقوع معركة هرمجدون، ولهذا فهم يشجعون التسلح النووي ويستعجلون وقوع هذه المعركة باعتبار أن ذلك سيقرب مجيء المسيح».
وفي هذا المعنى تحدث الرئيس الأمريكي ريغن عام 1980م مع المذيع الإنجيلي جيم بيكر في مقابلة متلفزة أجريت معه قال: «إننا قد نكون الجيل الذي سيشهد معركة هرمجدون».
وفي تصريح آخر له: «ان هذا الجيل بالتحديد هو الجيل الذي سيرى هرمجدون».
أما الرئيس الأمريكي جورج دبليو بوش عام 2008م قد نقلت عنه مجلة دير شبيغل الألمانية ما يلي: «منذ ذلك الوقت أصبح بوش واحداً من الستين مليون أمريكي الذين يؤمنون بالولادة الثانية للمسيح وهذا ما دعاه إلى القول: بأن المسيح هو أهم الفلاسفة السياسيين في جميع الأزمنة لأنه ساعدني على التوقف عن شرب الخمر».
وشارك في هذا التوجه تقرير لمنظمة حقوق الإنسان صدر في قبرص عام 1990م يقول: «توجد هيئات وجمعيات سياسية وأصولية في الولايات المتحدة وكل دول العالم تتفق في أن نهاية العالم قد اقتربت، وأننا نعيش الآن في الأيام الأخيرة التي ستقع فيها معركة هرمجدون، وهي المعركة الفاصلة التي ستبدأ بقيام العالم بشن حرب ضد دولة إسرائيل، وبعد أن ينهزم اليهود يأتي المسيح ليحاسب أعداءهم ويحقق النصر، ثم يحكم المسيح العالم لمدة ألف عام يعيش العالم في حب وسلام كاملين».

## الملحمة الكبرى عند البهائية
وللبهائية رأي في معركة هرمجدون يخالف ما ذهب إليه أصحاب الديانات الثلاث، ففي كتاب ''معركة هرمجدون'' للبهائي كارلوتاجيزن يقول:
- (يدعي اليهود السامريون والعبرانيون أن النبي المنتظر الملقب بالمسيح الرئيس (المسيّا) إلى الآن لم يظهر), وهو يفسر العبارات التي وردت في سفر الرؤيا إصحاح/ 16 بقوله: (إن الوحوش الثلاثة هي: الذي يخرج من فم التنين: صدام حسين، وان الذي يخرج من فم الوحش: الرئيس الأمريكي، والنبي الكذاب هو الباب).[18]

كما يربط بين أحداث العراق عام 1991م عند غزو صدام حسين للكويت وما بعدها من حروب وبين هذه المعركة فيقول: (إن معركة هرمجدون هي معركة دينية بين اليهود والمسيحيين والمسلمين، والأحداث التي تدور في العالم وبصفة خاصة منذ عام 1991م تمهد المسرح الدولي لمعركة هرمجدون، كما أن المسائل والقضايا الراهنة تشير بوضوح إلى أن هذه المعركة ستحدث عما قريب).
كل هذه الأفكار يرجعها إلى تصور البهائيين الذي يفسرونها كما يلي: (قبل معركة هرمجدون سيكون هناك 144 ألف فرد على معرفة بالله وفهم ميثاقه، وسيأتي هؤلاء الأفراد من المجموعة التي أقرت الميثاق البهائي وخالفوا في سنة 1957م خطة الرب وألقوا بميثاقه بعيداً وسيستطيع هؤلاء القوم أن يتغلبوا على الكذبة التي آمنوا بها وستطولهم فيها أحكام الميثاق وسيجتمع هؤلاء الـ 144 ألف مؤمن بعد تفجير نيويورك، وبعدها ستبدأ معركة هرمجدون الكبرى وعند نهايتها سيكون ثلثا العالم قد دمر وهلك).
ويخلص كارلوتا إلى القول:
- (وبعد انتهاء معركة هرمجدون معركة آخر الزمان، سيدخل هذا المجلس الذي أسس في كانون الثاني 1991 (المجلس البهائي الدولي الثاني) مرحلة جديدة كمحكمة عالمية، وفي هذا الحين ستصبح الدول الوحوش الأربعة وهي: (إنجلترا ـ فرنسا ـ روسيا ـ الولايات المتحدة) وهي أولى الدول البهائية، وعندما تعتنق جميع دول العالم المذهب البهائي ستتولد محكمة الرب من جديد في هذا العالم).

## نظرة المسلمين لهذه المعركة

### وفق رؤيةأهل السنة
حسب الأحاديث النبوية فإن هناك ملحمة كبرى وحرب عظيمة تكون بين الروم وبين المسلمين في آخر الزمان، قبل خروج الدجال، تحدث هذه المعركة بعد أن انتصر المسلمون والروم في القتال جنبًا إلى جنب ضد عدو مشترك. بعد انتصارهم ينشب صراع يدعي فيه مسيحي أن الصليب أتى بالنصر، فيرد مسلم على ذلك أن الله انتصر ثم يكسر الصليب، فتغدر الروم. وتبدأ الحرب. وفي هذه المعركة يكون معسكر المسلمين عند غوطة دمشق ومعسكر الروم عند دابق، وفي هذه المعركة يُقتَل ثلث جيش المسلمين، ويفر ثلث، وينتصر الثلث الآخر، ويستمرون في المضي حتى يفتحون القسطنطينية، ثم يظهر بعدها المسيح الدجال. روى مسلم في صحيحه عن أبي هريرة أن النبي قال: لا تَقُومُ السَّاعَةُ حتَّى يَنْزِلَ الرُّومُ بالأعْماقِ، أوْ بدابِقٍ، فَيَخْرُجُ إليهِم جَيْشٌ مِنَ المَدِينَةِ، مِن خِيارِ أهْلِ الأرْضِ يَومَئذٍ، فإذا تَصافُّوا، قالتِ الرُّومُ: خَلُّوا بيْنَنا وبيْنَ الَّذِينَ سَبَوْا مِنَّا نُقاتِلْهُمْ، فيَقولُ المُسْلِمُونَ: لا، واللَّهِ لا نُخَلِّي بيْنَكُمْ وبيْنَ إخْوانِنا، فيُقاتِلُونَهُمْ، فَيَنْهَزِمُ ثُلُثٌ لا يَتُوبُ اللَّهُ عليهم أبَدًا، ويُقْتَلُ ثُلُثُهُمْ، أفْضَلُ الشُّهَداءِ عِنْدَ اللهِ، ويَفْتَتِحُ الثُّلُثُ، لا يُفْتَنُونَ أبَدًا فَيَفْتَتِحُونَ قُسْطَنْطِينِيَّةَ، فَبيْنَما هُمْ يَقْتَسِمُونَ الغَنائِمَ، قدْ عَلَّقُوا سُيُوفَهُمْ بالزَّيْتُونِ، إذْ صاحَ فِيهِمِ الشَّيْطانُ: إنَّ المَسِيحَ قدْ خَلَفَكُمْ في أهْلِيكُمْ، فَيَخْرُجُونَ، وذلكَ باطِلٌ، فإذا جاؤُوا الشَّأْمَ خَرَجَ، فَبيْنَما هُمْ يُعِدُّونَ لِلْقِتالِ، يُسَوُّونَ الصُّفُوفَ، إذْ أُقِيمَتِ الصَّلاةُ، فَيَنْزِلُ عِيسَى ابنُ مَرْيَمَ صَلَّى اللَّهُ عليه وسلَّمَ، فأمَّهُمْ، فإذا رَآهُ عَدُوُّ اللهِ، ذابَ كما يَذُوبُ المِلْحُ في الماءِ، فلوْ تَرَكَهُ لانْذابَ حتَّى يَهْلِكَ، ولَكِنْ يَقْتُلُهُ اللَّهُ بيَدِهِ، فيُرِيهِمْ دَمَهُ في حَرْبَتِهِ.

### وفق رؤيةالشيعة
يرى أتباع الشيعة أنه قد ورد ذكر لهذه المعركة والمعركة التي تسبقها وهي معركة تحرير القدس في أحاديث مسندة إلى الرسول محمد (صلى الله عليه وسلم) وإلى أهل البيت عليهم الصلاة والسلام، والتي تذكر المراحل النهائية لحركة الإمام المهدي المنتظر في آخر الزمان، يقول الشيخ علي الكوراني: (بعد هلاك قوات السفياني في الحجاز والهزيمة التي تمنى بها على يد رايات الشرق في العراق تعود المعركة إلى ساحتها الأساسية بلاد الشام استعداداً لأكبر معارك المنطقة في أحداث الظهور، معركة تحرير القدس، التي يمتد محورها من دمشق إلى طبرية فالقدس).
ويستدل المحقق علي الكوراني في استنتاجه هذا بالآيات الكريمة من سورة الإسراء: (وَقَضَيْنا إِلى بَنِي إِسْرائِيلَ فِي الْكِتابِ لَتُفْسِدُنَّ فِي الأَرْضِ مَرَّتَيْنِ وَلَتَعْلُنَّ عُلُوًّا كَبِيراً) والآيات اللاحقة لها، فالأولى أرسل الله عليهم عباده المسلمين خلال الفتح الإسلامي سنة 16هـ، والثانية أو العقوبة الثانية ستكون هزيمتهم على يد المسلمين أيضاً عندما يعود المسلمون إلى رشدهم).
وقد أوردت مصادر الشيعة أحاديث معركة المهدي الكبرى هذه (وأن طرفها المباشر السفياني وخلفه اليهود ودول أوروبا، ويمتد محورها من أنطاكية إلى عكا أي طول الساحل السوري اللبناني الفلسطيني ثم إلى طبرية ودمشق والقدس وفيها تحصل هزيمتهم الكبرى الموعودة), وتورد الروايات أن المهدي المنتظر يعقد بعد هذه المعركة هدنة مع الروم مدتها سبع سنين ويبدو أن عيسى يكون وسيطاً فيها فيغدر الروم وينقضونها ويأتون بثمانين فرقة (راية) في كل فرقة إثنا عشر ألفا، وتكون هذه هي المعركة الكبرى التي يقتل فيها كثير من أعداء الله تعالى، وقد وصفت بأنها الملحمة العظمى أو مأدبة مرج عكا أي مأدبة السباع وطيور السماء من لحوم الجبارين).
ونورد هنا بعض الأحاديث التي أشارت إلى هذه المعركة:
كما أُثر عن علي بن أبي طالب وأبنائه أقوال تشير إلى مكان الملحمة في مرج ابن عامر من عكا ويافا على الساحل حتى القدس في السهل الفلسطيني ويشيرون إلى زمانها أنها بعد ظهور المهدي المنتظر وتحريره القدس من قبضة اليهود ونقض الروم الهدنة معه التي توسط فيها عيسى بعد نزوله، وكلها حوادث لم تحدث بعد ولا حدثت في التاريخ البعيد حيث يظهر الله دينه وينصر عباده ويسود الإسلام في أمم الأرض. ومن هذه الأقوال:
- عن علي بن أبي طالب أنه قال: ثم يأمر المهدي بإنشاء المراكب، فينشئ أربعمائة سفينة في ساحل عكا، وتخرج الروم في مئة صليب تحت كل صليب عشرة آلاف فيقيمون على طرطوس ويفتحونها بأسنة الرماح ويوافيهم المهدي فيقتل من الروم حتى يتغبر ماء الفرات بالدم، وتستنتن حافتاه بالجيف، وينهزم الروم فيلتحقون بانطاكية وهل هناك ملحمة أقوى من هذه وهذا إخبار عن قوته - أي المهدي - وفتوحاته بعد أن يتم له فتح بيت المقدس ودحر اليهود والصليب في المعركة الكبرى.
- عن علي بن أبي طالب في قصة الإمام المهدي: ويتوجه إلى الأفاق... ويحمل حلي بيت المقدس في مئة مركب تحط على غزة وعكا وتحمل إلى بيت المقدس. وفي هذا دلالة أكيدة على اكماله فتح بيت المقدس وأخذ الغنائم منه بعد هزيمة الروم.
- ورد في بشارة الإسلام ص 251 عن الإمام الصادق: (ثم تسلم الروم على يده فيبني لهم مسجداً ويستخلف عليهم رجلاً من أصحاب ثم ينصرف) وهذا يدل على أن الروم ليس فقط ينهزمون من المعركة وإنما يسلمون على يديه وينضمون إلى الإسلام ليستخلف عليهم رجلاً من أصحابه يعلمهم الإسلام وأحكامه.[24][25][26][27][28][29][30][31][32][33][34][35][36][37]

## طالع كذلك
- الملحمة الكبرى
- أرمجدون بحث تاريخي
- مجيدو (قرية)
- هيكل سليمان